# Adelheid Dobrunz
Adelheid Dobrunz ist eine ehemalige deutsche Handballspielerin. Sie wurde 1971 mit der DDR-Nationalmannschaft Weltmeisterin.

## Vereinskarriere
Adelheid Dobrunz spielte beim TSC Berlin in der höchsten Spielklasse der Deutschen Demokratischen Republik, der Oberliga.

## Nationalmannschaft
Für die DDR-Nationalmannschaft nahm sie an der Weltmeisterschaft 1971 in den Niederlanden teil und wurde mit dem Team Weltmeister, wobei sie in keinem Spiel eingesetzt wurde.